# Autostrada A80 (Niemcy)
Autostrada A80 (niem. Bundesautobahn 80 (BAB 80) także Autobahn 80 (A80)) – niezrealizowany projekt autostrady w Niemczech, która miała połączyć Germersheim, Bruchsal, Maulbronn, Stuttgart, Göppingen i Ulm z Senden.
Obecnie z dawniej planowanym przebiegiem trasy pokrywają się drogi federalne B10, B28 oraz B35.